# Türkische Marine
Die türkische Marine (türkisch Türk Deniz Kuvvetleri) bildet die Marine der türkischen Streitkräfte.
Der Marine gehören 46.400 Soldaten an, darunter 34.500 Wehrpflichtige. Neben der Marine besteht die türkische Küstenwache, deren 3.250 Angehörige jedoch dem türkischen Innenministerium unterstehen.
Das Kabinett Erdoğan nutzt die Marine mit ihrer Doktrin „Blaues Vaterland“ stark zur Sicherung der wirtschaftlichen Interessen des Landes. Damit wurden die türkischen Seestreitkräfte erheblich aufgewertet.

## Geschichte
In ihrer eigenen Geschichtsschreibung bezieht sich die türkische Marine auf die Seestreitmacht des Osmanischen Reiches und zieht eine direkte Linie zu den ersten türkischen Flotten, die die Ägäis im 11. Jahrhundert befahren haben, nachdem Çaka Bey in Izmir für etwa ein Jahrzehnt einen Piratenstaat gegründet hatte. Sie gibt daher ihre Gründung im Jahr 1081 n. Chr. an.
Die Marine der Republik Türkei wurde am 10. Juli 1920 als Direktorat für Seeangelegenheiten während des Türkischen Unabhängigkeitskrieges von Mustafa Kemal Atatürk geschaffen. Seit Juli 1949 nennt sich die Teilstreitkraft offiziell Türk Deniz Kuvvetleri. Die türkische Marine war innerhalb der modernen Türkei sehr wechselhaft bedeutend für die Sicherheitspolitik des Landes. Nach dem Zusammenbruch des Osmanischen Reiches erreichte die türkische Marine nie wieder die bedeutende Stellung als Seestreitmacht.
Im Zuge der Vorgängen nach dem Putschversuch vom 15. Juli 2016 kam es zu „Säuberungen“ innerhalb der türkischen Seestreitkräfte. Obwohl der Marine keinerlei Putschbeteiligung nachgewiesen werden konnte, wurden sehr viele Marineoffiziere und Admiräle entlassen oder inhaftiert. Der türkische Militärexperte Metin Gürcan gibt an, dass 58 Prozent der Admiräle entlassen wurden, mehr als bei den Landstreitkräften (44 Prozent) und der Luftwaffe (42 Prozent).
Das Kabinett Erdoğan nutzt die Marine laut Beobachter stärker. Mit dem Konzept des „Blaues Vaterland“ (Mavi Vatan) verfolgt die Marine nun auch die Sicherung der wirtschaftlichen Interessen des Landes und wurde erheblich aufgewertet.
Im Oktober 2019 startete der Bau erster heimischer U-Boote. Bis 2040 sollen sie an die türkischen Marine ausgeliefert werden. Der Hubschrauberträger TGC Anadolu wurde zum ersten türkischen Flugzeugträger erweitert. Von der TGC Anadolu Können nicht nur Hubschrauber, sondern auch Drohnen wie die Bayraktar TB3 starten. Sie wurde im April 2023 als solcher in Dienst gestellt. Im Januar 2025 begann der Bau der Mugem Klasse, eines ersten richtigen Flugzeugträgers, welcher neben den TB3-Drohnen auch Bayraktar Kızılelma Drohnen, TAI Hürjet und TAI Kaan Jets mitführen soll.
Neue Marinestützpunkte sollen im nördlichen, von der Türkei besetzten Teil Zyperns entstehen. Am Horn von Afrika, am Roten Meer in Sawakin und am Persischen Golf bestehen bereits türkische Marinestützpunkte.
2019/2020 nahm die türkische Marine an der Türkischen Militärintervention in Libyen teil. Seitdem nutzt sie auch dauerhafte Stützpunkte im westlichen Libyen wie in Tripolis und Misrata.
Beim Gasstreit im Mittelmeer spielt die türkische Marine eine wesentliche Rolle und wird politisch durch die Regierung Erdoğan zur Verteidigung der ökonomischen und territorialen Interessen des Landes genutzt.

## Organisation
Dem türkischen Marineoberkommando (HQ Izmir) unterstehen zwei Regionalkommandos, ein Flottenkommando (Gölcük) und ein Ausbildungskommando (Altınovayalova).
Das Regionalkommando Nord (Istanbul) ist für das Schwarze Meer inklusive des Marmarameers zuständig und verfügt über Stützpunkte in Bartın, Canakkale, Erdek, Ereğli, Gölcük, Istanbul, Samsun und Trabzon.
Das Regionalkommando Süd (Izmir) ist für das Mittelmeer inklusive des Ägäischen Meers zuständig und verfügt über Stützpunkte in Aksaz, Antalya, Foça, İskenderun, Izmir und Mersin.
Ferner verfügt die türkische Marine über eine Brigade Marineinfanterie (drei Infanteriebataillone und ein Artilleriebataillon), Marinefliegereinheiten und Werften in Gölcük, Izmir und Pendik.

## Ausrüstung

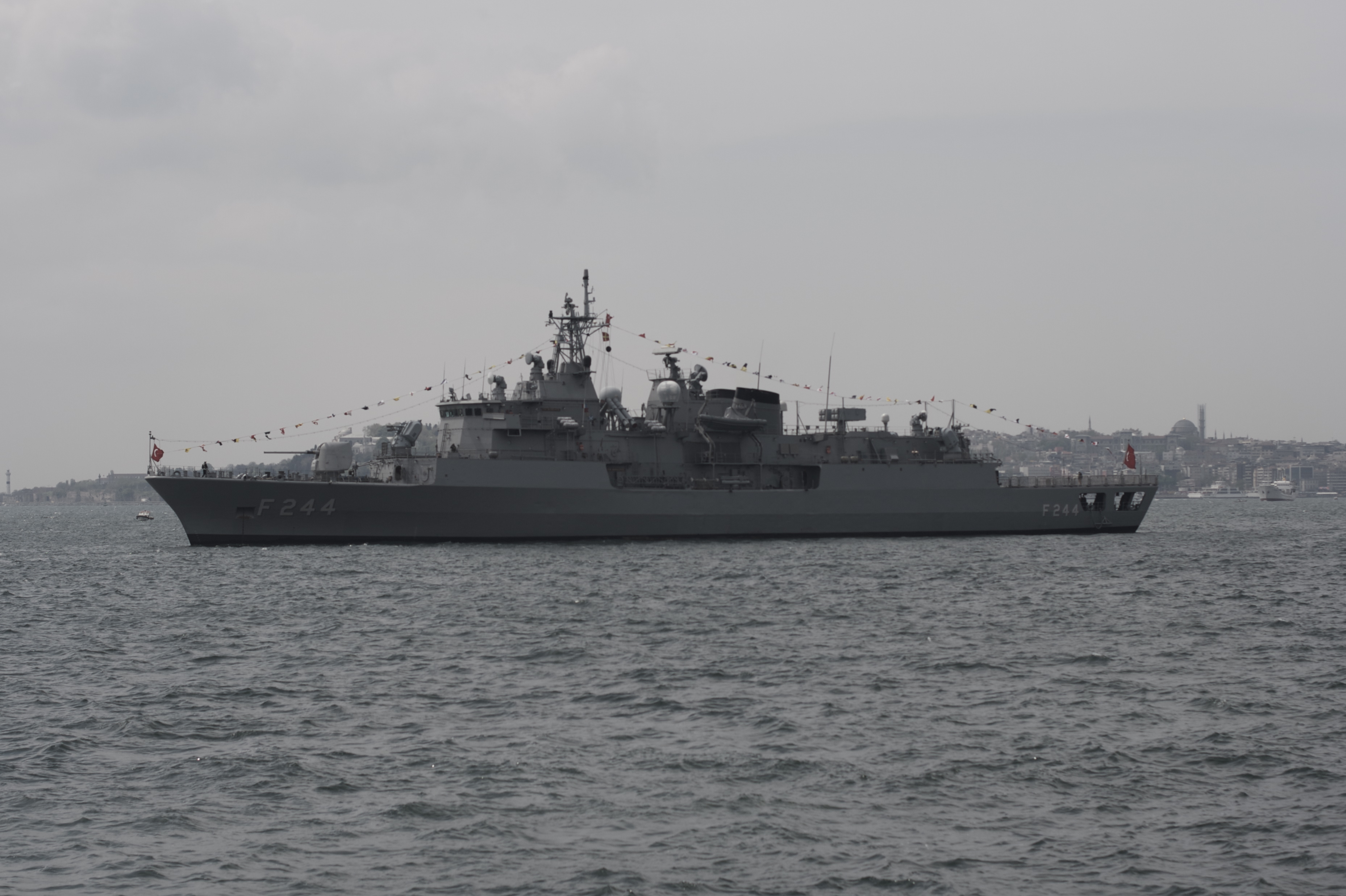
Fregatte Barbaros

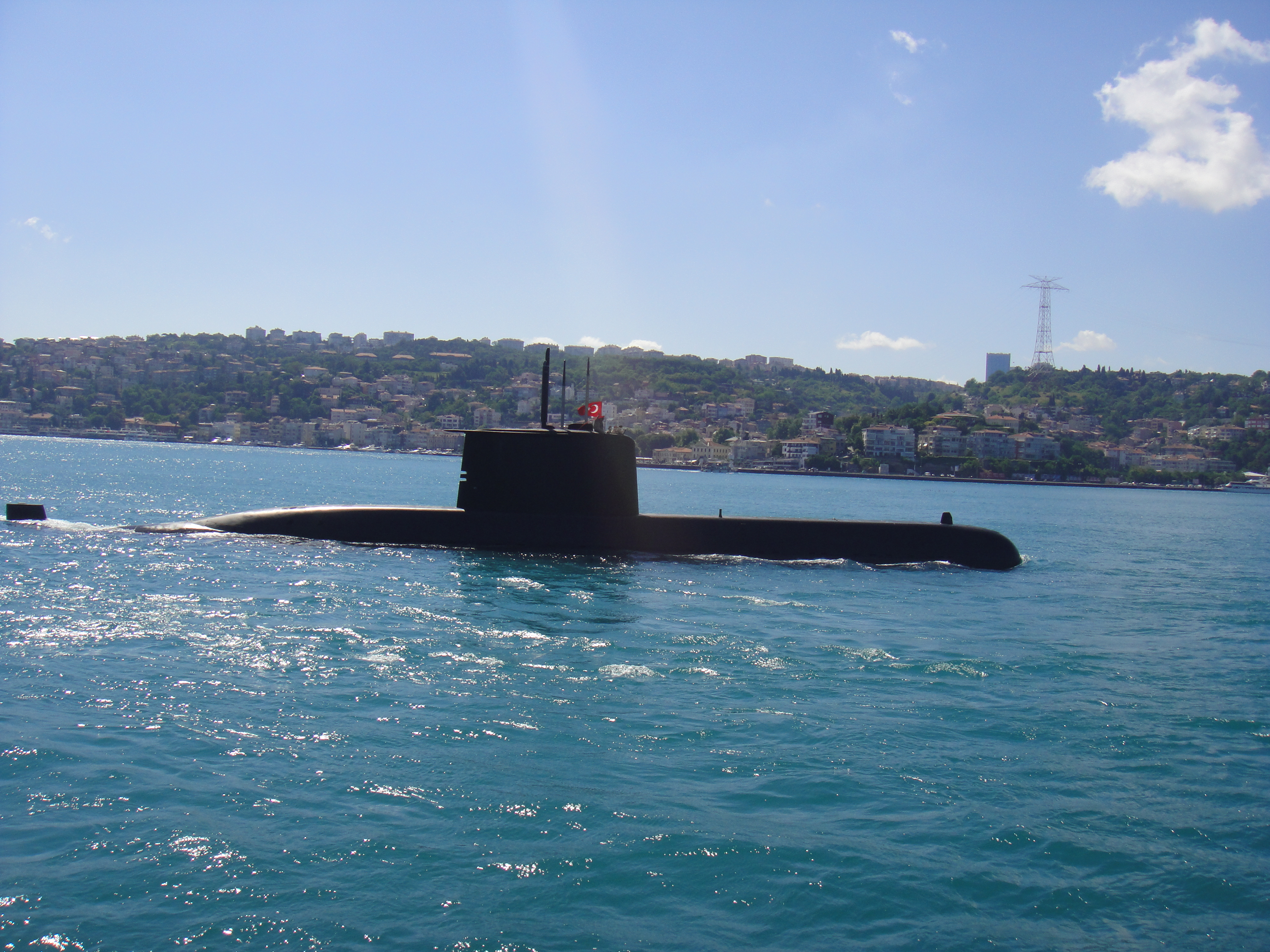
Türkisches U-Boot

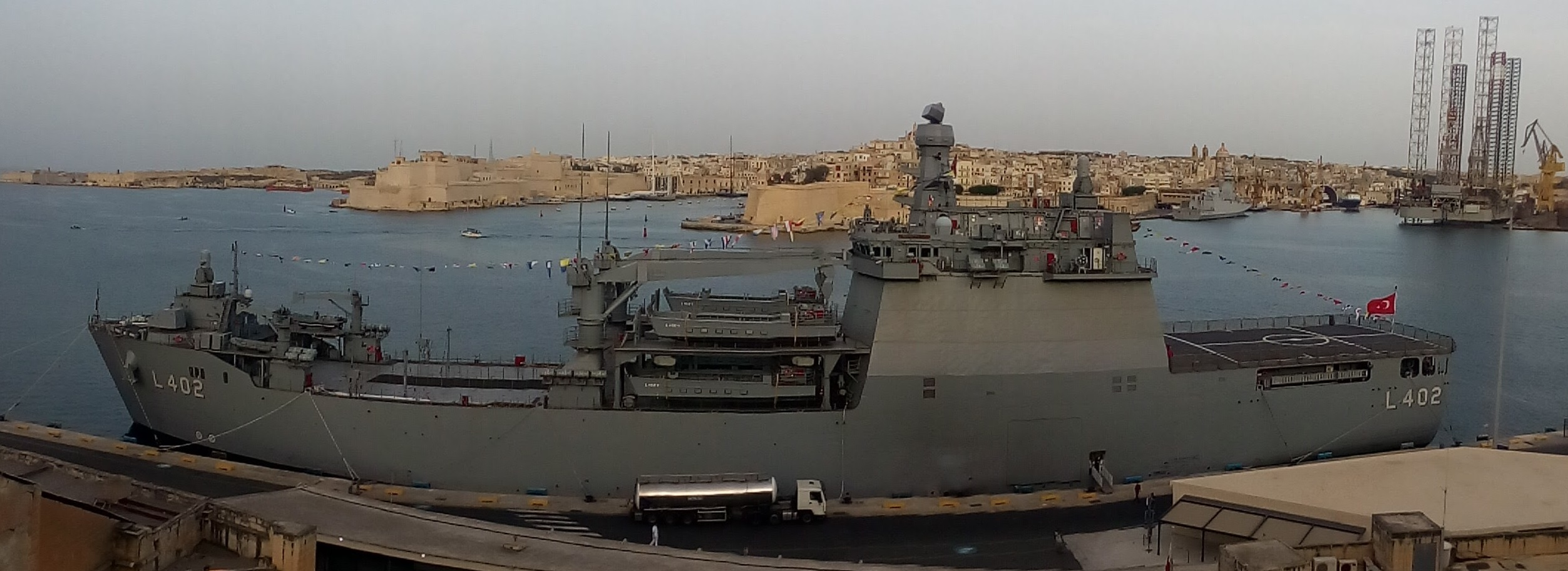
Panzerlandungsschiff Bayraktar

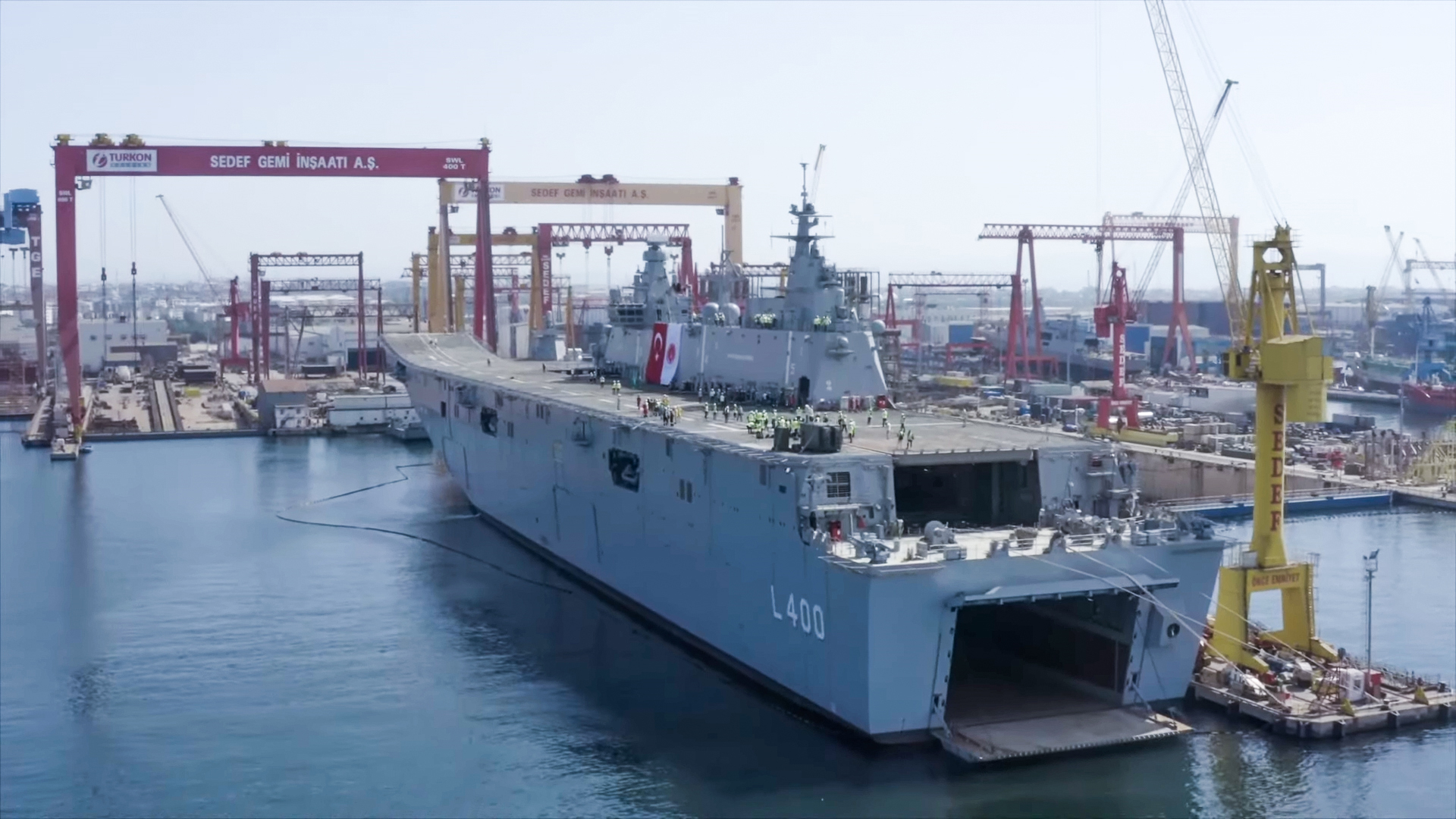
Amphibisches Angriffsschiff Anadolu

### Fregatten und Korvetten
- 4 Fregatten der Yavuz-Klasse
- 4 Fregatten der Barbaros-Klasse
- 8 Fregatten der Gabya-Klasse
- 8 Fregatten der Istanbul-Klasse (im Zulauf)
- 5 Korvetten der Burak-Klasse
- 4 Korvetten der Ada-Klasse

### U-Boote
- 4 Boote der Atilay-Klasse
- 8 Boote der Preveze/Güz-Klasse
- 1 Boote der Reis-Klasse (fünf weitere in Bau/Erprobung)

### Patrouillenfahrzeuge
- 4 FK-Schnellboote der Doğan-Klasse
- 4 FK-Schnellboote der Rüzgar-Klasse
- 2 FK-Schnellboote der Yıldız-Klasse
- 9 FK-Schnellboote der Kılıç-Klasse
- 16 Patrouillenboote der Tuzla-Klasse

### Minenabwehrfahrzeuge
- 5 Minenjagdboote der Engin-Klasse
- 6 Minenjagdboote der Aydın-Klasse

### Amphibische Einheiten
- 1 Amphibisches Angriffsschiff der Anadolu-Klasse
- 2 Panzerlandungsschiffe der Sarucabey-Klasse
- 1 Panzerlandungsschiff der Osmangazi-Klasse
- 2 Panzerlandungsschiffe der Bayraktar-Klasse

### Luftfahrzeuge
Die Marineflieger der türkischen Marine betreiben 11 Flugzeuge, 37 Hubschrauber und 21 unbemannte Luftfahrzeuge (Stand Ende 2022).
| Luftfahrzeuge            | Herkunft            | Bild      | Verwendung                        | Version      | Aktiv     | Bestellt  | Anmerkungen |
| Flugzeuge                | Flugzeuge           | Flugzeuge | Flugzeuge                         | Flugzeuge    | Flugzeuge | Flugzeuge | Flugzeuge   |
| ------------------------ | ------------------- | --------- | --------------------------------- | ------------ | --------- | --------- | ----------- |
| ATR 72                   | Italien/ Frankreich |           | SeefernaufklärerTransportflugzeug |              | 23        |           |             |
| CASA CN-235              | Spanien             |           | Seefernaufklärer                  |              | 6         |           |             |
| Hubschrauber             |                     |           |                                   |              |           |           |             |
| Sikorsky UH-60           | Vereinigte Staaten  |           | Mehrzweckhubschrauber             | S-70         | 24        |           |             |
| Bell 212                 | Vereinigte Staaten  |           | Mehrzweckhubschrauber             |              | 13        |           |             |
| Unbemannte Luftfahrzeuge |                     |           |                                   |              |           |           |             |
| TAI Aksungur             | Türkei              |           | Kampfdrohne                       |              | 3         |           |             |
| Bayraktar TB2            | Türkei              |           | Kampfdrohne                       |              | 10        |           |             |
| TAI Anka                 | Türkei              |           | Aufklärungsdrohne                 | Anka-BAnka-S | 4         |           |             |